# ボボ・バルデ
ディアンボボ・バルデ（Dianbobo Balde, 1975年10月5日 - ）は、フランス・マルセイユ出身の元サッカー選手。元ギニア代表。ポジションはディフェンダー（センターバック）。

## 経歴
1995年から1997年までオリンピック・マルセイユに在籍。しかしながらトップチームでの出場機会はなく、2シーズンのレンタル生活を経て、1999年、トゥールーズFCに移籍。2001年から8シーズンに渡ってセルティックFCでプレーし、2009年10月からヴァランシエンヌFCへ移籍。2011年1月、ヴァランシエンヌとの契約を解除し、ACアルル＝アヴィニョンへ移籍した。

## 代表歴
ギニア代表として2002年、2004年、2006年、2008年のアフリカネイションズカップに出場した。

## タイトル
セルティック
- スコティッシュ・プレミアリーグ (5) : 2001-02, 2003-04, 2005-06, 2007-08, 2008-09
- スコティッシュ・カップ (3) : 2004, 2005, 2007
- スコティッシュリーグカップ (2) : 2006, 2009